# Gevlekte populierenluis
De gevlekte populierenluis (Chaitophorus leucomelas) is een bladluis behorend tot de familie Aphidoidea. 

## Kenmerken
Volwassen bladluizen zijn 1,2 tot 2,4 mm groot. De volwassen ongevleugelde vorm heeft een ovaal-langwerpige vorm..De kleur is vaak lichtgroen of geel van kleur, en vertonen meestal zwarte of donkergroene strepen aan de zijkanten. Deze strepen kunnen soms onderbroken zijn tussen de segmenten. Achteraan komen ze samen en vormen donkere siphonen. De antennes zijn ongeveer half zo lang als het lichaam. De korte siphunculi zijn donkerder, althans aan de punt. De cauda (staart) is afgerond en volledig bleek van kleur. Bladluizen met vleugels hebben donkerbruine dwarsbanden op hun achterlijf. 

## Levenswijze
De soort overwintert in het eistadium. De aseksuele vorm verschijnt in de lente en de seksuele vorm in de zomer. In het voorjaar leven de bladluizen op de jonge scheuten, later in het jaar op de onderkant van bladeren en in verlaten bladgallen en bladomhulsels van andere insecten. Mieren zijn meestal aanwezig. Als deze ontbreken, lopen de bladluizen het risico te worden aangevallen door zweefvlieglarven.

## Voedselen
In het Palearctisch gebied komen de bladluizen vooral voor op de zwarte populier (Populus nigra). Er worden echter ook hybriden en andere populierensoorten als waardplanten gebruikt, waaronder Canadapopulier (Populus × canadensis), Chinese balsempopulier (Populus simonii) en ratelpopulier (Populus tremula).

## Verspreiding
Chaitophorus leucomelas komt oorspronkelijk uit het Palearctische gebied en is wijdverspreid in Europa, Noord-Afrika en Azië (inclusief Kazachstan, Mongolië, Oost-Siberië en waarschijnlijk China). De soort is geïntroduceerd in Noord- en Zuid-Amerika en zuidelijk Afrika.

## Economische betekenis
De soort wordt beschouwd als een plaag in populierenplantages. Daarom is de bladluissoort het onderwerp van verschillende wetenschappelijke werken die zich bezighouden met de factoren die de snelheid van ontwikkeling, reproductiesnelheid en seksuele vorming van bladluizen bepalen.